# Grabmal Dressel-Bouley

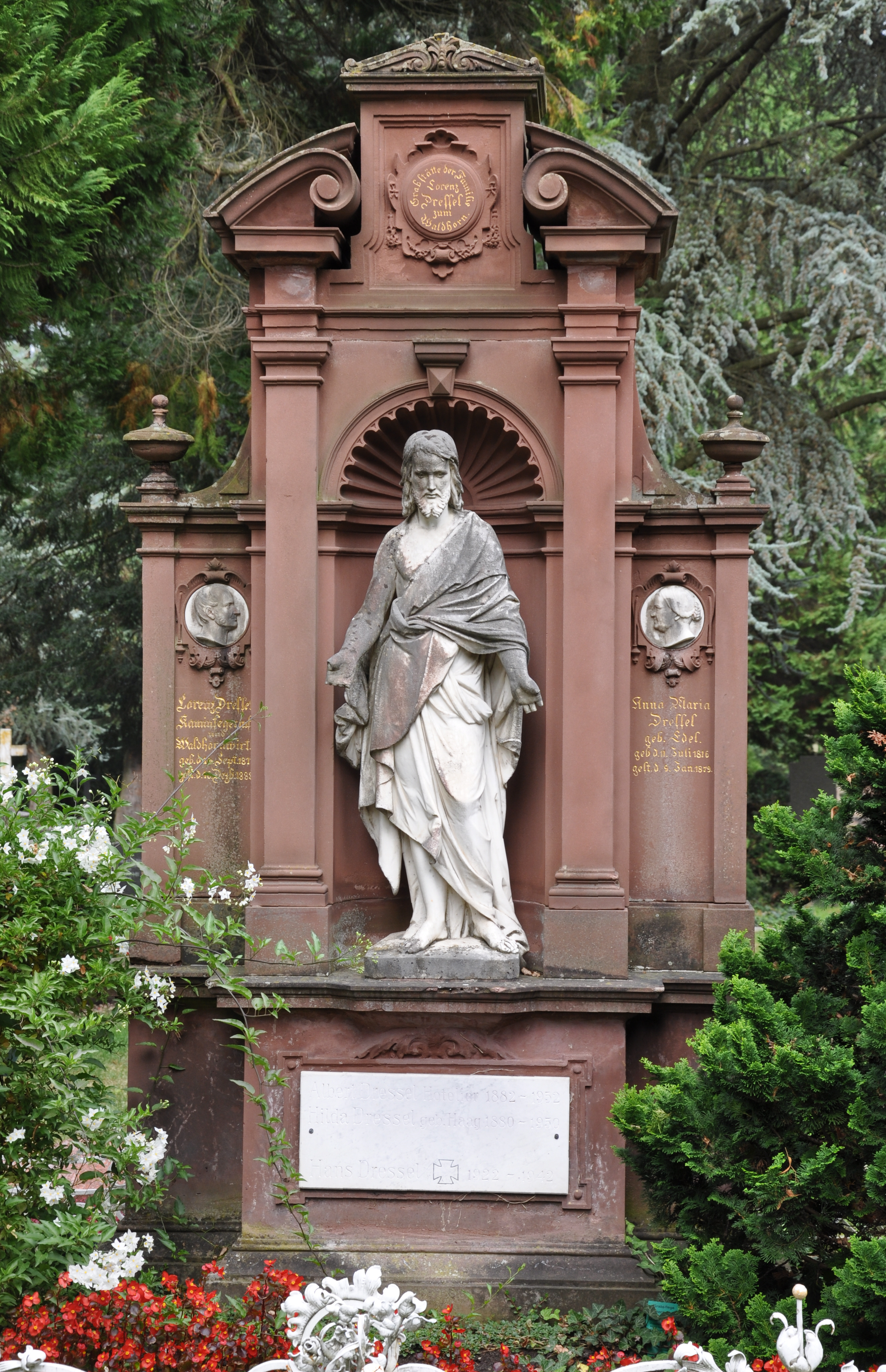
Grabmal Dressel-Bouley in Ravensburg

Das Grabmal Dressel-Bouley auf dem Hauptfriedhof von Ravensburg, einer Stadt in Württemberg, entstand 1878 in der Zeit des Späthistorismus. Das Grabmal ist ein geschütztes Kulturdenkmal.
Das drei Meter hohe Grabmal für den Kaminfegermeister und späteren Waldhornwirt Lorenz Dressel sowie seiner Frau Anna Maria wurde aus Buntsandstein errichtet. Es wurde von dem Sohn der Verstorbenen, dem Bildhauer Josef Dressel (1843–1913) geschaffen, der vor allem in München arbeitete. 
Vor einer Ädikula steht eine nahezu lebensgroße Christusfigur. Die Ädikula wird von einem Sprenggiebel bekrönt, dessen Enden in Voluten auslaufen.